# Горный редунка
Горный редунка, или горный болотный козёл (лат. Redunca fulvorufula) — африканская антилопа из семейства полорогих. Эндемик Африки, населяет горные и засушливые ландшафты на юге, востоке и западе континента. Виду угрожает опасность исчезновения вследствие человеческой деятельности.

## Описание
Среди редунок выделяется наименьшими размерами: высота в холке 60—80 см, масса самцов 22—38 кг (в среднем 32 кг), масса самок 19—35 кг (в среднем 29,5 кг). Уши длинные, тонкие, с округлыми вершинами. Под ушами развиты тёмные пятна, ограничивающие выделяющие характерный запах железы. Морда заметно приподнята, со вздёрнутыми ноздрями. Волосяной покров сверху преимущественно серовато-коричневый, приобретающий более светлый желтовато-рыжий оттенок на плечах, шее и морде; брюхо белое. При опасности животное поднимает пушистый хвост, нижняя сторона которого также, как и брюхо, окрашена в белый цвет. У самца короткие, завитые, изогнутые вперёд рога длиной в среднем около 14 см. Самые длинные зафиксированные рога — 25,4 см.

## Распространение
Область распространения охватывает три изолированных друг от друга участка, на каждом из которых обитает один подвид:
- R. f. fulvorufula — ЮАР, Лесото, Свазиленд, Ботсвана, южный Мозамбик[4];
- R. f. chanleri — юго-восточный Судан, Эфиопия, Уганда, Кения, северная Танзания[4];
- R. f. adamauae — плоскогорье Адамава (Нигерия, Камерун)[4].

Полагают, что фрагментация ареала произошла по окончании последнего ледникового периода, климат которого способствовал более широкому распространению животного. В сравнении с ближайшими родственниками места обитания горного редунки характеризуются более прохладным климатом и скудной растительностью. Антилопа населяет горные или холмистые ландшафты на высоте от 1500 до 5000 м, где концентрируется на травянистых лужайках посреди скалистых выступов, застывших потоков лавы и шлаковых конусов. Предпочтение отдаётся сильно пересечённой местности, где есть возможность быстро спастись от хищника. Существенное значение также имеет наличие водоёма; животное переносит кратковременную засуху, но при этом быстро теряет способность к размножению и спасению от хищников.

## Образ жизни

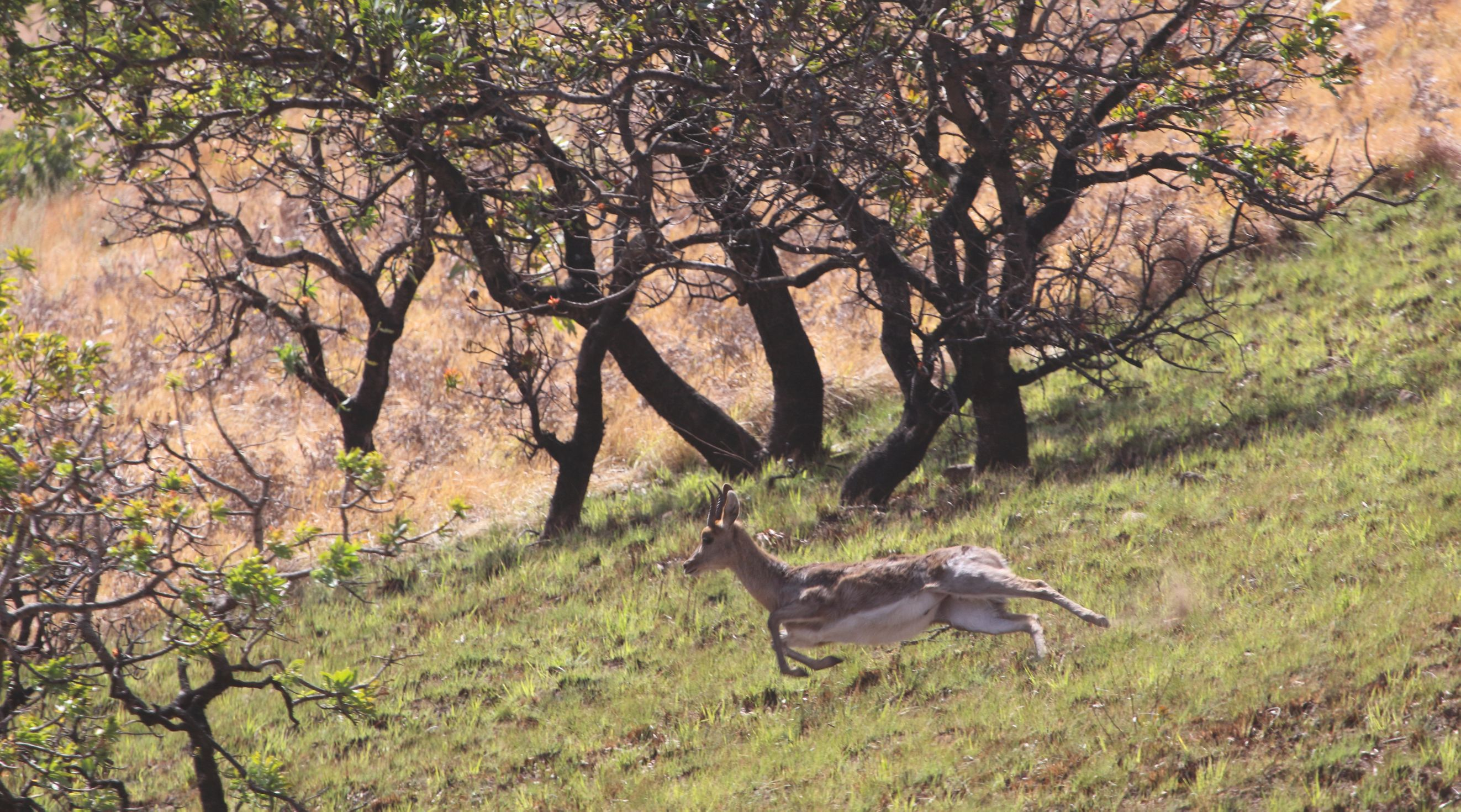
Самец в Драконовых горах, Квазулу-Натал, ЮАР

Самки и молодняк образуют небольшие и неустойчивые группы из 3—12 животных, кочующих по достаточно большому (в Южной Африке до 76 га) участку. Время от времени количество животных в стаде может увеличиться вплоть до 50 голов, однако такие группы обычно быстро распадаются. Половозрелые самцы, как правило, территориальны и держатся обособленно, взаимодействуя с проходящими через их участок самками. Бывает, что самцы также образуют временные «холостяцкие» группы, характеризующиеся повышенной внутривидовой агрессивностью; в засушливое время года стада обоих типов можно увидеть пасущимися в непосредственной близости друг от друга.
Рацион — травянистые растения, в том числе растения родов Themeda, Hyparrhenia и Cymbopogon. Животные кормятся как ночью, так и днём, проявляя наибольшую активность на рассвете и закате. В полуденный зной отдыхают. Беременность продолжается 240 дней (около 8 месяцев). После появления на свет детёныш до 1—3-х месяцев скрывается в густом кустарнике, прячась от основных хищников: орлов, крупных кошек, шакалов и бабуинов. Продолжительность жизни до 14 лет.

## Природоохранный статус
Международный союз охраны природы присвоил антилопе статус вида, находящегося под угрозой вымирания (категория EN). Основные факторы, негативно влияющие на благополучие вида: расширение границ населённых пунктов, браконьерство, беспокойство со стороны скота, пастухов и собак. Меры по сохранению вида созданы в пределах многочисленных природоохранных зонах, включая заповедники и национальные парки. Среди последних — парки Аваш, Нечисар, Омо и Маго в Эфиопии, Абердэр, Найроби и Озеро Накуру в Кении, Аруша и Тарангире в Танзании. Обитает редунка и в границах охраняемого кратера Нгоронгоро.